# Martirologio de Usuardo

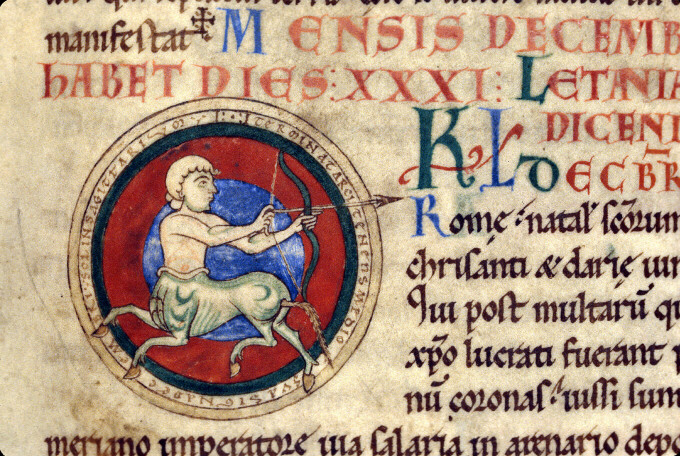
Detalle del Martirologio de Usuardo en la biblioteca de Dijon.

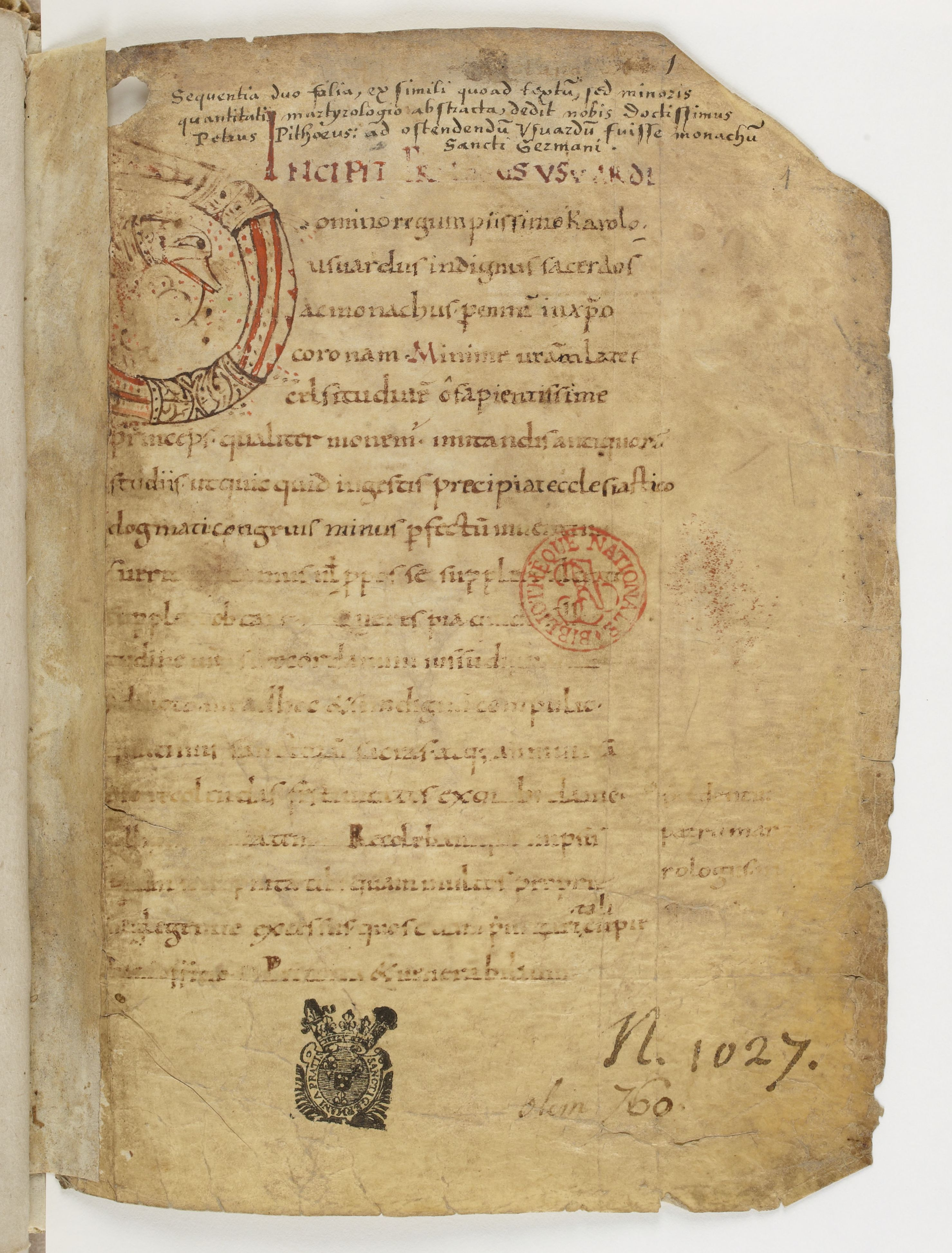
Comienzo del Martirologio de Usuardo.

El Martirologio de Usuardo es una obra del monje Usuardo, de la abadía benedictina francesa de Saint-Germain-des-Prés, donde se recopila una lista de santos cristianos.

## Historia
En el prólogo, Usuardo le ofrece su obra más importante al rey Carlos el Calvo indicando que fue realizada por insinuación de él. Probablemente fuera escrito poco antes de la muerte de Usuardo en 875.
Usuardo, un magister scholarum o cronista de su abadía, miembro prominente de la orden benedictina, había sido enviado en misión a España en 858 para conseguir determinadas reliquias importantes. De ese viaje, se conserva un relato. El martirologio que lleva su nombre, compila lo que serviría de fuente principal a la posterior composición del Martirologio romano (en latín: Martyrologium Romanum), primer martirologio oficial de la Iglesia católica. Ha sido, desde la Edad Media, el documento más famoso de su género hasta nuestros días. 
Esta compilación se nos ha legado en innumerables manuscritos, de los cuales el benedictino Dom Henri Quentin (1872- 1935) proporcionó una lista parcial en su Martyrologes historiques, 1908. Quentin desentrañó por primera vez la historia completa de la relación de textos disponibles, y relató la evolución de la martirologia medieval temprana que culminó en la obra de Usuardo. 
Usuardo proporcionó lo que fue sustancialmente un resumen del Martirologio del arzobispo de Vienne Adón (f. 874). El Martirologio de Usuardo es más corto y está mejor adaptado para un uso litúrgico más práctico. Sin embargo, en determinados puntos, Usuardo volvió a una recensión lyonesa aumentada del Martirologio de Beda, que fue atribuida al archidiácono Floro de Lyon (c. 800-c. 860).
El texto del Martyrologium de Usuardo fue editado por Jacques Bouillart (París, 1718) a partir del manuscrito Latini 13745, que si no está escrito de mano del propio autor (autógrafo), data en todo caso de su época. Una edición aún más elaborada fue realizada por el padre bolandista Jean-Baptiste Du Sollier.
En el siglo XIII, la Orden dominicana adoptó el de Usuardo como base para su propio martirologio.

## Ediciones
El Martirologio de Usuardo fue impreso por primera vez en Lübeck en 1475. Las siguientes ediciones se han realizado a partir del llamado manuscrito “original” (ms. París, B.N. lat. 13745), considerado el más fiable, aunque no es el original.
- Edición de Jacques Bouillart, París, 1718.
- Edición de Moleiro, reproducción con miniaturas iluminadas, Museo Diocesano de Gerona, (ISBN 978-84-88526-36-6).
- Edición bolandista (Jean-Baptiste du Sollier), en Acta Sanctorum de junio, vol. VI.
- Edición de la Patrologia Latina (Abad Migne), vol. 123 y 124.
- Edición J. Dubois, Le martyrologe d'Usuard. Texte et commentaire (Subsidia hagiographica, N°40), Bruselas, Société des bollandistes, 1965.